# Nolte (Holding)
Die Nolte GmbH & Co. KGaA mit Sitz im rheinland-pfälzischen Germersheim ist eine deutsche Holdinggesellschaft und die führende Gesellschaft der Nolte-Group, eines Verbunds von Möbelherstellern.

## Geschichte
Keimzelle des Unternehmens ist eine 1923 durch Georg Nolte gegründete Möbeltischlerei. Hieraus entwickelten sich im Laufe der Zeit der Küchenhersteller Nolte Küchen GmbH & Co. KG mit Sitz in Löhne und der Schlafzimmerhersteller Nolte-Möbel GmbH & Co. KG mit Sitz in Germersheim.
Zur Gruppe gehörte auch lange auch ein Spanplattenwerk in Germersheim. Produktionsstart war dort 1973.  Dieses wurde 2016 aus dem Holdingverbund herausgelöst und seitdem direkt durch die Familie Nolte geführt, ehe es 2020 in das gemeinsam mit dem italienischen Splanplattenhersteller Saviola aus Italien gegründete Joint-Venture Rheinspan GmbH & Co. KG eingebracht wurde.
2020 kam es zu einer Aufspaltung der bisherigen Holdingstruktur. Die Möbel-Sparte wurde in die eigenständige Nolte Möbel Industrie Holding GmbH ausgegliedert, in der Nolte GmbH & Co. KGaA verblieben die Sparten Küchen und Büroausstattung.
Die Gründerfamilie Nolte ist mit Georg Konrad Nolte und Maren Schmitt-Nolte im Aufsichtsrat der Holding vertreten.

## Unternehmensgruppe
Neben den beiden Herstellern Nolte-Möbel und Nolte Küchen gehören zur Unternehmensgruppe auch die Vertriebsgesellschaften Express Küchen GmbH & Co. KG (Osnabrück) und Express Möbel GmbH & Co. KG (Germersheim) sowie der Büroausstatter Drum GmbH & Co. KG (Waldmohr). Die konzerneigene Logistik übernimmt die Rhein Logistik GmbH in Germersheim. Zudem bestehen Auslandstöchter in Großbritannien, Spanien, Singapur, China und den Vereinigten Arabischen Emiraten.

## Trivia
Das Springpferd Noltes Küchengirl gewann mit Springreiter Marcus Ehning die Einzelgoldmedaille beim Weltcupfinale 2010 in Genf. Die Stute war im Besitz von Aufsichtsrätin Maren Schmitt-Nolte.
Die zum Germersheimer Werksgelände führende Straße wurde nach einem Mitglied der Unternehmerfamilie Konrad-Nolte-Straße genannt.